# Selección femenina de rugby 7 de Australia
La selección femenina de rugby 7 de Australia es el equipo que representa a la Unión de Rugby de Australia en los campeonatos de selecciones nacionales femeninas de rugby 7.
Australia ha disputado la Copa del Mundo de Rugby 7, obteniendo el título en 2009. En los Juegos Olímpicos de 2016 obtuvo la medalla de oro. Asimismo, disputa la Serie Mundial Femenina de Rugby 7, donde ha ganado cuatro temporadas y dieciocho torneos (el último en Perth 2025).

## Palmarés
- Copa del Mundo (2): 2009, 2022

- Juegos Olímpicos (1): 2016[1]

- Juegos de la Mancomunidad (1): 2022

- Serie Mundial (4): 2015-16, 2017-18, 2021-22, 2023-24
  - Seven de Dubái (8): 2013, 2015, 2017, 2021-I, 2021-II, 2022, 2023, 2024
  - Seven de Brasil (2): 2014, 2016
  - Seven de Australia (2): 2018, 2025
  - Seven de España (2): 2022-II, 2024
  - Seven de Estados Unidos (1): 2016
  - Seven de Londres (1): 2015
  - Seven de Canadá (1): 2022
  - Seven de Sudáfrica (1): 2023

- Juegos Olímpicos de la Juventud (1): 2014

- Oceania Sevens (6): 2008, 2013, 2016, 2018, 2019, 2023

- Women's Asia-Pacific Championship (1): 2012

## Participación en copas
| - Dubái 2009: Campeón - Moscú 2013: 5.º puesto - San Francisco 2018: 3.er puesto - Ciudad del Cabo 2022: Campeón - Río 2016: 1.er puesto - Tokio 2020: 5.º puesto - París 2024: 4.º puesto - Gold Coast 2018: 2.º puesto - Birmingham 2022: 1.er puesto - Numea 2011: no participó - Port Moresby 2015: 2.º puesto - Apia 2019: 2.º puesto | - Serie Mundial 12-13: 5.º puesto - Serie Mundial 13-14: 2.º puesto - Serie Mundial 14-15: 3.º puesto - Serie Mundial 15-16: Campeón - Serie Mundial 16-17: 2.º puesto (100 pts) - Serie Mundial 17-18: Campeón - Serie Mundial 18-19: 4.º puesto (86 pts) - Serie Mundial 19-20: 2.º puesto (80 pts) - Serie Mundial 21-22: Campeón - Serie Mundial 22-23: 2.º puesto (118 pts) - SVNS 23-24: Campeón - SVNS 24-25: 2º puesto |